# 夏迪萊恩 (印地安納州)
夏迪萊恩（英語：Shady Lane）是位於美國印地安納州克萊縣的一個非建制地區。該地的面積和人口皆未知。

## 地理
夏迪萊恩的座標為39°32′44″N 87°08′01″W / 39.54556°N 87.13361°W，而該地的平均海拔高度為199米（即653英尺）。